# Скейдарарзандр
63°53′26″ пн. ш. 17°15′10″ зх. д. / 63.890464005° пн. ш. 17.2527025437° зх. д.
Скейдарарсандр (ісландська вимова: [ˈsceiːðarˌauːrˌsantʏr̥]) — ісландська льодовикова рівнина, величезна площа піску, утворена транспортуванням уламків річкою Скейдарою та іншими річками, течія яких утворюється льодовиком Скейдарарйокудль і живиться вулканічними системами Ґрімсвотн і Ерайвайокутль.
Довжина берегової лінії Сандура становить 56 км (від Хвалсіка до Гнаппаваллаоса). Від долинного льодовика Ватнайокудль до моря до моря 20–30 км.
Скейдара була найважливішою перешкодою при будівництві Ісландського маршруту 1. Лише в 1974 році його вдалося повністю закрити мостом довжиною 904 метри. На даний момент це найдовший міст в Ісландії. Він був тимчасово знищений водними масами та брилами льоду під час останньої великої льодовикової повені Єкуллойп в 1996 році, викликаної виверженням вулкана Грімсвотн, але був негайно відновлений.

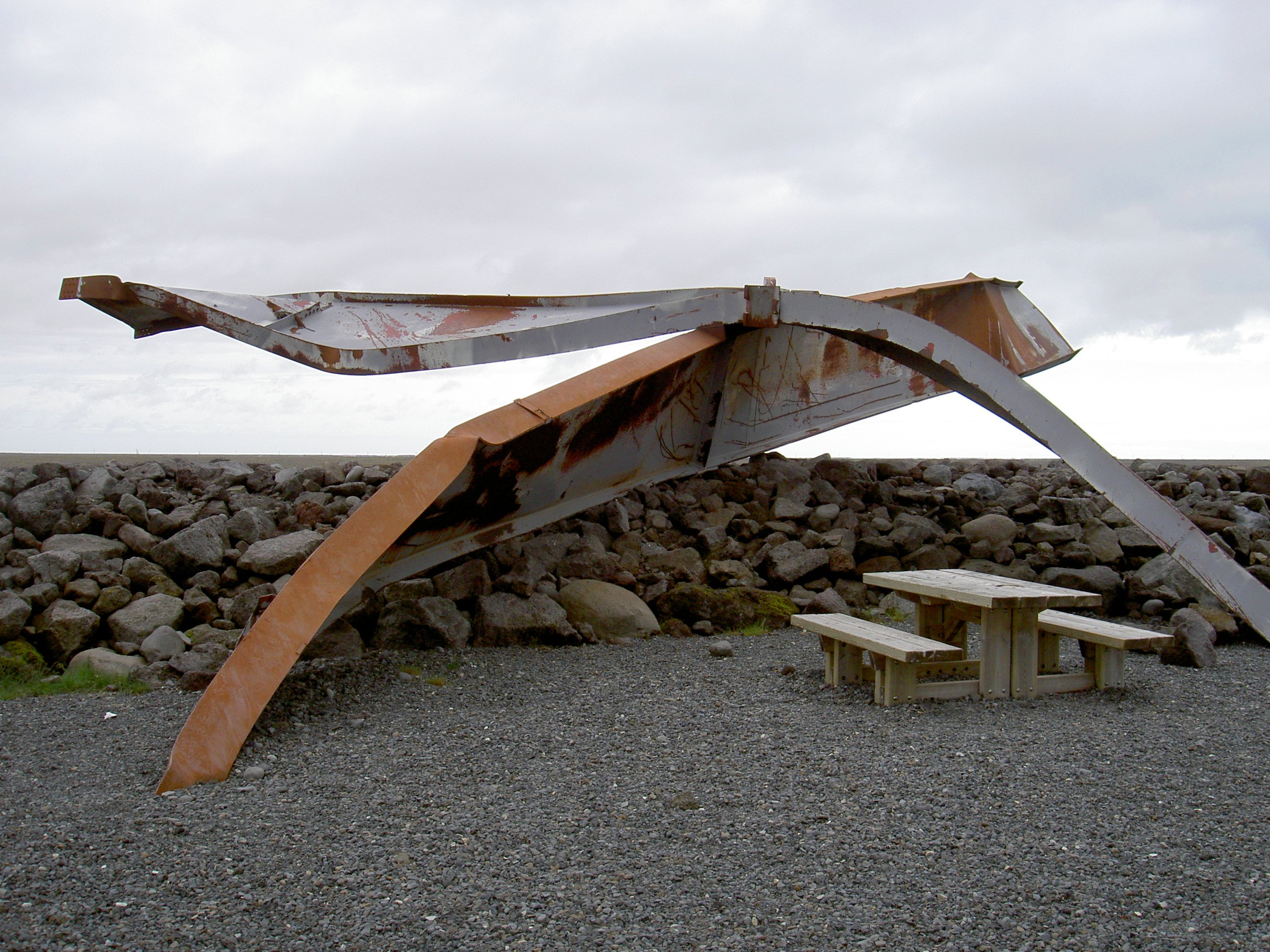
Знищений у 1996 льодовиком міст.

Запливна рівнина виникла переважно як алювіальна земля, тобто. як скупчення наносів з річок. Лише в голоцені відкладення тут становлять від 100 до 200 км³. Однак виверження вулканічних систем Ґрімсвотн і Орефайокутль додали до цих відкладень. Відкладення переносяться під час льодовикових повеней разом з водою льодовика, яка тане під час вивержень вулканів, а також через відкладення попелу.
Запливна рівнина не повністю складається з сучасних відкладень, є поодинокі скелі. Крім того, за допомогою сейсмологічних експериментів геологи виявили в корінній породі під сучасними шарами осадів долину глибиною 100–150 м, яка, ймовірно, була виточена льодовиковими річками льодовикового періоду. За останні 10 000 років заливна рівнина зростала зі швидкістю приблизно 1 км³/століття.
19 вересня 1667 року голландське торгове судно Het Wapen van Amsterdam сіло на мілину в Скейдарарсандурі. Широко відомий як Gullskipið (Англійська: Золотий корабель, The Goldship) в Ісландії через переконання, що він перевозив велику кількість золота та діамантів. Кілька експедицій було здійснено, щоб знайти уламки, але безрезультатно.